# 云南白云下
《云南白云下》，又译《彩云之南》、《云下云南》，是诗琳通公主写作的一部游记，讲述的是1995年2月27日至3月6日，诗琳通公主第7次访华；在中国的云南省昆明市、大理市和西双版纳傣族自治州景洪市等地游览了8天。